# Доши, Балкришна
Балкришна Виталдас Доши (26 августа 1927, Пуна, Британская Индия — 24 января 2023, Ахмадабад, Гуджарат) — индийский архитектор. В 2018 году стал первым индийским архитектором, получившим Прицкеровскую премию.

## Биография

### Ранние годы
Балкришна Доши родился в Пуне (Индия) 26 августа 1927 года в большой семье, которая на протяжении двух поколений занималась мебельной промышленностью. С юного возраста он проявлял интерес к искусству и изучению пропорциональных соотношений, поэтому школьный учитель решил познакомить его с миром архитектуры. Доши начал изучение архитектуры в 1947 году, когда Индия приобрела независимость, в старейшем и одном из ведущих архитектурных вузов Индии — Академии художеств сэра Джамсетджи Джиджибоя, филиале Мумбайского университета.

### Начало карьеры
Доши был амбициозен и инициативен: из Индии он отправился в Лондон, мечтая присоединиться к Королевскому институту британских архитекторов; затем, не зная французского языка, переехал в Париж, чтобы работать под началом у Ле Корбюзье; в итоге он решил взять на себя ответственность за восстановление родной страны.
В 1951—1954 годах Доши работал с Ле Корбюзье в Париже, а затем вернулся в Индию наблюдать за строительством его проектов в Чандигархе и Ахмадабаде, среди которых были Mill Owners' Association Building (Ахмадабад, 1954) и вилла Сходан (Ахмадабад, 1956). В 1962 году Доши начал также работать с Луисом Каном над проектом Индийского института менеджмента в Ахмадабаде, а позже они продолжили сотрудничать в течение более десятка лет.
В 1956 году в возрасте 29 лет Доши нанял двух архитекторов и открыл собственное архитектурное бюро, Vastushilpa, разросшееся затем до пяти партнёров и шестидесяти сотрудников и переименованное в Vastushilpa Consultants. Бюро с момента создания реализовало более сотни проектов.

## Проекты

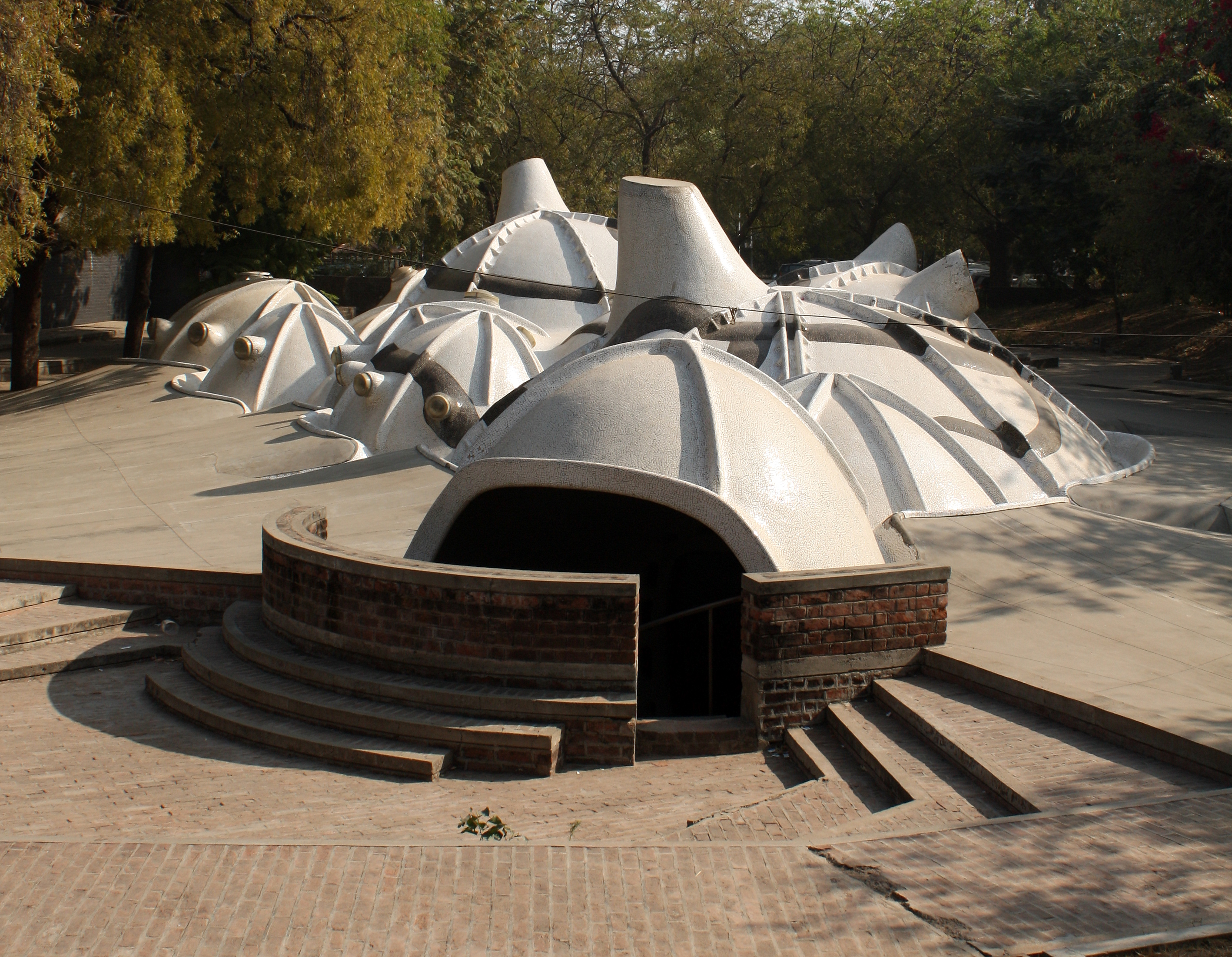
Художественная галерея Amdavad ni Gufa[англ.] совместно с Макбулом Фида Хасейном[англ.], Ахмадабад, 1992—1995
Академический блок Индийского института менеджмента[англ.], Бангалор, 1973
Интерьер Индийского института менеджмента